# Francesco Siciliani
Francesco Siciliani (Perugia, 3 marzo 1911 – Roma, 17 dicembre 1996) è stato un direttore artistico e compositore italiano.

## Biografia[1][2][3]
Iniziato lo studio del pianoforte a 6 anni ha poi proseguito la propria formazione al Conservatorio Luigi Cherubini di Firenze, diplomandosi in composizione nel 1935 con Vito Frazzi. Contemporaneamente a quelli musicali ha coltivato studi giuridici, laureandosi in Giurisprudenza (1932) e in Scienze Politiche (1934). Dedicatosi inizialmente alla composizione e alla direzione d'orchestra ha poi abbandonato queste attività per dedicarsi esclusivamente all'organizzazione musicale. Dal 1938 al 1940 è stato consulente musicale dell'EIAR (Ente italiano audizioni radiofoniche) di Torino. In seguito ha svolto prevalentemente il ruolo di direttore artistico di teatri lirici: Teatro di San Carlo di Napoli (1940-48), Maggio Musicale Fiorentino (1948-57), Teatro alla Scala di Milano (1957-66 e, successivamente, 1980-82), Teatro La Fenice di Venezia (1993-95). Nel 1947 ridiede vita alla Sagra musicale umbra, interrotta durante la guerra, dandone struttura stabile ed assumendone la direzione artistica che manterrà fino al 1992. È stato quindi Consulente generale per la musica lirica e sinfonica presso la RAI (1966-1975) e dal 1980 Consulente artistico dell'Accademia Nazionale di Santa Cecilia, divenendone Presidente dal 1983 al 1991. Nel 1985 diede vita al Festival delle "Panatenee Pompeiane" assumendone la carica di Presidente (1985-92). Ha inoltre insegnato storia della musica all'Università  per stranieri di Perugia (1945-47). Nel 1988 gli è stato conferito il premio veneziano "Una vita per la musica". È stato membro del Consiglio Superiore delle Antichità e Belle Arti e Membro dell'Accademia Nazionale dei Lincei.

## Composizioni[2]
- Adventus, azione drammatica per coro e orchestra
- Salmo XII, per soli, coro e orchestra
- Tre Laudi dell'Amor divino, per soli e orchestra
- Due frammenti dal Cantico dei Cantici, per soli e orchestra
- Tre Madrigali del Tasso
- Tre poesie di Ungaretti, e altre liriche per canto e pianoforte